# أوباغور
أوباغور (بالنرويجية: Oppegård) بلدية في مقاطعة آكرشوس بالنرويج وتعد جزءا من منطقة فولو التاريخية. المقر الإداري للبلدية هو قرية كولبوتن. انفصلت أوباغور عن نيسودن لتشكل بلدية مستقلة سنة 1915. تبلغ مساحة البلدية 37 كيلومترا مربعا وهي بذلك أصغر بلدية في آكرشوس من حيث المساحة.

## التسمية
سميت البلدية نسبة إلى مزرعة أوباغور القديمة (باللغة النوردية القديمة: أوبيغاردر) لأن أول كنيسة بينت هناك. الجزء الأول من الاسم «أوبي» يعني الأعلى، أما الجزء الأخير «غاردر» فيعنى المزرعة.

## شعار النبالة
شعار النبالة اُعتمد سنة 1976 ويصور 17 مثلثا ذهبيا مع خلفية سوداء. ترمز المثلثات الذهبية إلى 17 مزرعة قديمة في البلدية. أما الخلفية السوداء فتشير إلى سفارتكوغ (الغابة السوداء) وهي منطقة من البلدية تقع فيها أغلب المزارع.

## التاريخ
أوباغور كانت مأهولة بالسكان منذ نهاية العصر الجليدي الأخير. علماء الآثار وجدوا بقايا تجمعات بشرية مختصة في الصيد تعود إلى 5000-6000 ما قبل الميلاد، وأخرى مختصة في الزراعة تعود إلى 1000-2000 ما قبل الميلاد، إضافة إلى طرق كانت تصل بين أوسلو والسويد والدنمارك تمر بأوباغور تعود للعصر الحديدي.
أوباغور الحالية كانت تمثل الجزء الشرقي من بلدية نيسودن قبل فصلها سنة 1915. في ذلك الوقت كان عدد سكانها لا يتجاوز 600، لكن خلال ستينيات وسبعينيات القرن العشرين شهدت أوباغور انفجاراً ديموغرافياً وتم إنجاز العديد من الوحدات السكنية الجديدة ما جعل من أوباغور واحدة من ضواحي العاصمة أوسلو. المراكز التجارية الموجودة على طول خط السكة الحديدية هي مثال حي للهندسة المعمارية المستعملة خلال فترة التوسع السكني في اسكندنافيا.
روالد أموندسن، مستكشف للقطب الشمالي، عاش في سفارتسبوغ وتحول منزله اليوم إلى متحف يُسَيّر من طرف البلدية. سفارتسبوغ تشتمل أيضا على كنيسة مبنية من الحجارة تعود للعصور الوسطى، وعلى الأرجح هي أقدم بناء في أوباغور.

## السياسة
منذ 1968، الفترة التي تزامنت مع الانفجار الديموغرافي، شهدت أوباغور سيطرة لحزب المحافظين النرويجي. العديد من سياسي النرويج البارزين بدأوا مسيرتهم المهنية كعمدة لأوباغور، مثل رولف بريسثوس (عمدة خلال 1968-1970) الذي أصبح فيما بعد زعيم حزب المحافظين ووزير المالية، جان بيترسن (عمدة خلال 1975-1981) الذي أصبح فيما بعد زعيم حزب المحافظين ووزير الشؤون الخارجية. إضافة إلى أن رئيس الوزراء الأسبق وزعيم الحزب الديموقراطي المسيحي شيل ماغنه بونديفيك عاش في أوباغور.

## الجغرافيا
تقع أوباغور في الساحل الشرقي لخلل بونيفيوردن. تضم كل من قرى أوباغور، سفارتسبوغ وكولبوتن. جزء كبير من مساحة البلدية مغطى ببحيرة غيارسيون التي تقسم أوباغور إلى جزئين: شرقي وغربي.إضافة لبحيرة غيارسيون، تضم البلدية بحيرة كولبوتنفانت. المناطق غير المأهولة بالسكان أغلبها مغطى بالغابات.

## المجموعات العرقية
عدد الأقليات العرقية (الجيل الأول والثاني) في أوباغور (2015):
| الموطن الأصلي | العدد |
| ------------- | ----- |
| بولندا        | 432   |
| السويد        | 316   |
| باكستان       | 300   |
| الدنمارك      | 165   |
| الصومال       | 153   |
| إيران         | 151   |
| فيتنام        | 126   |
| ألمانيا       | 123   |
| العراق        | 117   |
| ليتوانيا      | 113   |

## الاقتصاد
رغم أن أوباغور تعد، بالدرجة الأولى، ضاحية سكنية للعاصمة أوسلو، لكنها تشكل أيضا مركزا للأعمال، فهي تضم العديد من مراكز الشركات (كشركتي Kodak وIBM). عائدات الضرائب المحصلة من هذه الشركات جعلت أوباغور واحدة من أغنى بلديات النرويج خلال ثمانينيات وتسعينيات القرن العشرين. لكن بحلول القرن الواحد والعشرين، أصبحت الضرائب تدفع مباشرة للحكومة النرويجية ما سبب في إنهاء فترة الرخاء المالي.
توجد خطوط سكك حديدية تربط أوسلو بأوباغور، كما تعد الأحياء السكنية القريبة من خط السكك الحديدية الأكثر ازدحاما.

## اتفاقيات التوأمة
أوباغور لديها اتفاقيات توأمة مع كل من:
- هفيدوفرا، إقليم هوفدستادن، الدنمارك.
- سيرفينتوس، مقاطعة فيلنيوس، ليتوانيا.
- سولانتونا، محافظة ستوكهولم، السويد.
- توسولا، أوسيما، فنلندا.

## روابط خارجية
- معلومات حول البلدية في موقع الإحصاءات النرويجي.